# Kaloré
Kaloré ist ein brasilianisches Munizip im Bundesstaat Paraná. Es hat 4.582 Einwohner (2022), die sich Kaloreenser nennen. Seine Fläche beträgt 193 km². Es liegt 495 Meter über dem Meeresspiegel.

## Etymologie
Der Name stammt von dem Kaingang-Begriff Kaloré für Fruchtbare Erde.

## Geschichte

### Besiedlung
Die Besiedlung begann um das Jahr 1948, als die Companhia de Terras Norte do Paraná (heutige Companhia Melhoramentos Norte do Paraná) das Patrimônio Kaloré gründete. Als Gründer wird allgemein Heleno Justino da Silva mit Spitznamen Gato-preto aus Minas Gerais angesehen, der Angestellter der Companhia de Terras Norte do Paraná war. Er war damit beauftragt, den Urwald zu roden, um Lichtungen für die Anlage der Stadt zu schaffen.

### Erhebung zum Munizip
Kaloré wurde durch das Staatsgesetz Nr. 89 vom 7. August 1961 in den Rang eines Munizips erhoben und am 8. Dezember 1962 als Munizip installiert.

## Geografie

### Fläche und Lage
Kaloré liegt auf dem Terceiro Planalto Paranaense (der Dritten oder Guarapuava-Hochebene von Paraná) auf 23° 49′ 01″ südlicher Breite und 51° 40′ 04″ westlicher Länge. Es hat eine Fläche von 193 km². Es liegt auf einer Höhe von 495 Metern.

### Vegetation
Das Biom von Kaloré ist Mata Atlântica.

### Klima
In Kaloré herrscht warm und gemäßigtes Klima. Die meiste Zeit im Jahr ist mit erheblichem Niederschlag zu rechnen. Selbst im trockensten Monat fällt eine Menge Regen. Die Klimaklassifikation nach Köppen und Geiger lautet Cfa. Es herrscht im Jahresdurchschnitt eine Temperatur von 21,5 °C. Innerhalb eines Jahres gibt es 1606 mm Niederschlag.

### Gewässer
Der Ivaí bildet zusammen mit seinem rechten Nebenfluss Rio Bom die südliche Grenze des Munizips.

### Straßen
Kaloré ist über die PR-466 mit der Rodovia do Café in Jandaia do Sul verbunden.

### Nachbarmunizipien
|                   | Marumbi                                     | Novo Itacolomi |
| São Pedro do Ivaí | Kompassrose, die auf Nachbargemeinden zeigt |                |
| São João do Ivaí  |                                             | Borrazópolis   |

## Stadtverwaltung
Bürgermeister: Edmílson Luis Stencel, PL (2021–2024)

## Demografie

### Bevölkerungsentwicklung
| Jahr | Einwohner | Stadt | Land |
| ---- | --------- | ----- | ---- |
| 1970 | 13.978    | 13 %  | 87 % |
| 1980 | 8.365     | 27 %  | 73 % |
| 1991 | 6.568     | 43 %  | 57 % |
| 2000 | 5.044     | 61 %  | 39 % |
| 2010 | 4.506     | 71 %  | 29 % |
| 2022 | 4.582     |       |      |

Quelle: IBGE (2011) und Volkszählung 2022

### Ethnische Zusammensetzung
| Gruppe *    | 1991    | 2000    | 2010    | wer sich als ...                                                                 |
| ----------- | ------- | ------- | ------- | -------------------------------------------------------------------------------- |
| Weiße       | 74,9 %  | 81,2 %  | 76,5 %  | weiß bezeichnet                                                                  |
| Schwarze    | 2,6 %   | 3,4 %   | 4,0 %   | schwarz bezeichnet                                                               |
| Gelbe       | 0,3 %   | 0,1 %   | 0,4 %   | von fernöstlicher Herkunft wie japanisch, chinesisch, koreanisch etc. bezeichnet |
| Braune      | 22,2 %  | 14,6 %  | 19,1 %  | braun oder als Mischung aus mehreren Gruppen bezeichnet                          |
| Indigene    | 0,0 %   | 0,7 %   | 0,1 %   | Ureinwohner oder Indio bezeichnet                                                |
| ohne Angabe | 0,0 %   | 0,0 %   | 0,0 %   |                                                                                  |
| Gesamt      | 100,0 % | 100,0 % | 100,0 % |                                                                                  |

*) Das IBGE verwendet für Volkszählungen ausschließlich diese fünf Gruppen. Es verzichtet bewusst auf Erläuterungen. Die Zugehörigkeit wird vom Einwohner selbst festgelegt.
Quelle: IBGE (Stand: 1991, 2000 und 2010)